# Lugar de fala
Lugar de fala é um conceito com múltiplas origens e usado em diferentes contextos. Na análise do discurso de vertente francesa, é utilizado por autores como Bourdieu, Foucault, Butler e Orlandi. Estes autores falam das relações de poder presentes nos diferentes tipos de discurso de acordo com seus enunciadores, e a posição ocupada enquanto o discurso é enunciado.
No Brasil, o termo foi popularizado através de seu sentido utilizado pela filósofa Djamila Ribeiro, em seu livro O que é lugar de fala?. Segundo a autora, embora não negue o aspecto individual, o lugar de fala confere uma ênfase ao lugar social ocupado pelos sujeitos numa matriz de dominação e opressão, dentro das relações de poder, ou seja, às condições sociais (ou locus social) que autorizam ou negam o acesso de determinados grupos a lugares de cidadania. O conceito de lugar de fala desenvolvido pela filósofa na sua obra é distanciado dos padrões referenciais da Análise do Discurso e trata-se, portanto, do reconhecimento do caráter coletivo que rege as oportunidades e constrangimentos que atravessam os sujeitos pertencentes a determinado grupo social e que sobrepõe o aspecto individualizado das experiências.
Conforme Djamila Ribeiro, desigualdade de oportunidades a que diferentes grupos são submetidos perpassa, também, a maneira de conhecer, bem como a sistematização desses conhecimentos, ou seja, as epistemologias. "As experiências desses grupos localizados socialmente de forma hierarquizada e não humanizada faz com que as produções intelectuais, saberes e vozes sejam tratadas de modo igualmente subalternizado, além das condições sociais os manterem num lugar silenciado estruturalmente. Isso, de forma alguma, significa que esses grupos não criam ferramentas para enfrentar esses silêncios institucionais, ao contrário, existem várias formas de organização políticas, culturais e intelectuais. A questão é que essas condições sociais dificultam a visibilidade e a legitimidade dessas produções."
Djamila Ribeiro entende que o conceito de lugar de fala tem ocupado um lugar central nos debates promovidos pelos feminismos, sobretudo no que diz respeito ao Feminismo Negro e à intersecção entre as categorias gênero, raça e classe. Este conceito, no entanto, também é empregado, com diferentes conotações, por outras áreas, tais como a Comunicação e o Direito.

## Origens históricas
De acordo com Djamila Ribeiro, uma breve retrospectiva histórica permitiria resgatar as reflexões propostas por feministas e intelectuais negras que resultaram na formulação atual do termo.
Com base nisso, Djamila Ribeiro defende a necessidade do “deslocamento do pensamento hegemônico e a ressignificação das identidades, sejam de raça, gênero, classe para que se pudesse construir novos lugares de fala com o objetivo de possibilitar voz e visibilidade a sujeitos que foram considerados implícitos dentro dessa normatização hegemônica.”

## Outras definições
Enquanto o conceito de lugar de fala proposto por Djamila Ribeiro expresse um ponto de vista estruturalista da sociedade, existem outras definições a partir deste termo.
Dentro da pesquisa acadêmica, lugar de fala ou local de fala de um pesquisador, expressa quais as suas influências epistemológicas, sua formação, a formação de seus orientadores influenciam sua produção acadêmica. A ideia expressa não é criticar sua posição ocupada na sociedade, mas compreender qual capital simbólico ele detém dentro da comunidade acadêmica e exercitar a reflexão sobre a produção acadêmica. O lugar de fala é muito debatido através de pesquisas exploratórias ou de estado da arte.
Márcia Franz Amaral define o termo lugar de fala como “a representação das posições sociais e da posse de capital simbólico dos agentes sociais envolvidos, principalmente do jornal e os leitores, que geram Modos de Endereçamento específicos”.
No Direito, o lugar de fala por vezes é percebido conceitualmente como um resgate aos argumentos ad hominem, tidos como falácias, o que significaria dizer que, quando os movimentos sociais posicionam-se contrários aos discursos sobre a opressão não enunciados pelos próprios oprimidos, de certa maneira eles atacariam diretamente o interlocutor do discurso, colocando em dúvida o caráter do enunciador e a validade da argumentação a partir disso, retomando e legitimando a noção de argumento “ad hominem abusivo”.

## Críticas
Segundo o filósofo Pablo Ortellado, "(…) o lugar de fala indiretamente reforça na esquerda os argumentos “ad hominem”, interrompendo uma tradição progressista de racionalismo esclarecido. Os argumentos “ad hominem” são falácias condenadas desde a antiguidade clássica porque desqualificam quem fala para não precisar discutir o teor do que diz o adversário. Quando o movimento social condena discursos sobre a opressão que não são enunciados pelos próprios oprimidos, de certa maneira ele resgata e legitima uma modalidade de argumento ad hominem."
De acordo com o professor Paulo Cruz, o lugar de fala se baseia em duas premissas: a primeira seria a premissa de que “nosso lugar no mundo determinaria nossa percepção do mundo e nossas ideias sobre o mesmo”. A segunda premissa seria a de que “nosso lugar no mundo tornaria nossas proposições (argumentos) sobre nossa própria situação automaticamente verdadeiras e válidas”. O professor discorda das duas premissas. Segundo ele, a primeira premissa seria uma herança marxista segundo a qual nossa posição social determinaria nossa consciência e ideias. Já a segunda seria herdeira da falácia Argumentum ad hominem, pois cria uma relação entre características pessoais de quem argumenta e a veracidade e validade dos argumentos apresentados.
O professor e sociólogo Jessé Souza, em seu livro "Como o racismo criou o Brasil ", dedica o primeiro capítulo a criticar o conceito de "Lugar de Fala" e suas implicações políticas. Souza está dialogando diretamente com a filósofa Djamila Ribeiro e seu livro "Lugar de Fala". Ele observa que embora Dijamila cite a categoria classe social, a filosofa não leva a sério suas implicações na construção do lugar de fala. Souza também aponta que a autora é incapaz de dizer com clareza quem teria legitimidade para falar pelos oprimidos, já que (como ela mesma adimite), existem oprimidos que não enxergam a sua opressão. O sociólogo concluiu que esse pensamento só tem serventia ao projeto neoliberal, pois assim: "(...) os donos do mercado não só podem continuar a explorar como ainda 'tiram onda' de agentes da emancipação social e política (...)" (SOUZA. 2021, p. 21).
Outros intelectuais de esquerda também têm criticado o uso do conceito, tais como Antonio Risério e Renato Janine Ribeiro.